# Associazione Sportiva Pro Gorizia 1940-1941
Questa voce raccoglie le informazioni riguardanti l'Associazione Sportiva Pro Gorizia nelle competizioni ufficiali della stagione 1940-1941.

## Rosa
| N. |                   | Ruolo | Calciatore         |
| -- | ----------------- | ----- | ------------------ |
|    | Italia (bandiera) | D     | Ermenegildo Blason |
|    | Italia (bandiera) | D     | Ivano Blason       |
|    | Italia (bandiera) | C     | Bruno Ciuffarin    |
|    | Italia (bandiera) | A     | B. Culot           |
|    | Italia (bandiera) | D     | Mario Cumar        |
|    | Italia (bandiera) | P     | F. Dalla Verde     |
|    | Italia (bandiera) | C     | Carlo Fedri        |
|    | Italia (bandiera) | A     | Egone Ferman       |
|    | Italia (bandiera) | C     | S. Flebus          |
|    | Italia (bandiera) | C     | Aredio Gimona      |
|    | Italia (bandiera) | A     | A. Giuliani        |
|    | Italia (bandiera) | A     | Onorio Glessi      |
|    | Italia (bandiera) | P     | Emilio Grinover    |
|    | Italia (bandiera) | C     | B. Gubana          |

| N. |                   | Ruolo | Calciatore              |
| -- | ----------------- | ----- | ----------------------- |
|    | Italia (bandiera) | C     | F. Leon                 |
|    | Italia (bandiera) | A     | Silvano Millo           |
|    | Italia (bandiera) | C     | Giuseppe Molar          |
|    | Italia (bandiera) | A     | Luigi Paulin            |
|    | Italia (bandiera) | A     | Aurelio Pavesi De Marco |
|    | Italia (bandiera) | D     | Oscara Pressacco        |
|    | Italia (bandiera) | C     | A. Punteri              |
|    | Italia (bandiera) | C     | Giovanni Punteri        |
|    | Italia (bandiera) | C     | A. Rasa                 |
|    | Italia (bandiera) | C     | G. Rossi                |
|    | Italia (bandiera) | D     | R. Sardella             |
|    | Italia (bandiera) | C     | L. Sonson               |
|    | Italia (bandiera) | C     | Emilio Toso             |
|    | Italia (bandiera) | A     | Giuseppe Vescovo        |